# Encheliophis gracilis
Encheliophis gracilis är en fiskart som först beskrevs av Bleeker, 1856.  Encheliophis gracilis ingår i släktet Encheliophis och familjen nålfiskar. Inga underarter finns listade i Catalogue of Life.